# Nikolaï Kapoustine
Pour les articles homonymes, voir Kapoustine.
Nikolaï Guirchevitch Kapustin (en russe : Николай Гиршевич Капустин), né le 22 novembre 1937 à Gorlovka (république socialiste soviétique d'Ukraine) et mort le 2 juillet 2020 à Moscou (Russie), est un compositeur et pianiste soviétique puis russe.

## Biographie

### Famille
Nikolaï Kapoustine est né le 22 novembre 1937 à Gorlovka, en Ukraine actuelle. Ses parents sont Grigori et Claudia Kapoustine. Au début de la Seconde Guerre mondiale, il est évacué au Kirghizistan avec sa grande sœur Fira, sa mère et sa grand-mère, où ils vivent à Tokmok. Après la guerre, la famille se retrouve en Ukraine.

### Formation
Nikolaï Kapoustine découvre la musique à l'age de 7 ans, où il reçoit des leçons de piano privées. Son professeur, Piotr Vinnichenko, reconnaît en lui un surdoué, et lui fait prendre des leçons avec un autre professeur, Lioubov Frantsouzova, une diplômée du Conservatoire de Saint-Pétersbourg.
Il réussit le concours du Conservatoire de Moscou à 14 ans. Son premier maître est Avrelian Rubakh, lui-même élève de Felix Blumenfeld, pianiste ayant par ailleurs formé Simon Barere et Vladimir Horowitz.
Élève d'Alexandre Goldenweiser au conservatoire de Moscou, Nikolaï Kapoustine acquit au cours des années cinquante une solide réputation de pianiste de jazz, de compositeur, et d'arrangeur. Il est considéré aussi bien comme un héritier de la tradition du piano virtuose classique que de celle de l'improvisation jazz.
En 1961, il est diplômé du Conservatoire de Moscou et devient un membre du Oleg Lundstrem Big Band. En 1972, il commence à collaborer avec l’Orchestre de la radio d’État, puis sept ans plus tard il intègre l’Orchestre du cinéma d’État. Au début des années 80, la composition devient son activité principale.

### Compositeur
Sur le plan de la composition, Nikolaï Kapoustine « est un autodidacte. A 13 ans a lieu sa première tentative, il compose une sonate pour piano. Durant ses études au conservatoire, il compose et interprète ce qui sera son Op. 1 officiel : un concertino pour piano et orchestre, déjà dans le style jazz qui restera sa marque de fabrique. ».
Il mélange ainsi dans ses compositions un langage harmonique et rythmique résolument jazz avec des structures classiques.
Kapoustine se voit lui-même d'abord comme un compositeur plutôt qu'un musicien de jazz : « Je n'ai jamais été un musicien de jazz. Je n'ai jamais essayé d'être un vrai pianiste de jazz, mais j'y ai été contraint pour mes compositions. L'improvisation ne m'intéresse pas — et qu'est-ce qu'un jazzman sans l'improvisation ? Toutes mes improvisations sont écrites, bien sûr, et sont ainsi devenues bien meilleures, cela les a améliorées. »
Il a lui-même enregistré sa propre musique pour les labels Melodiya ou encore Triton.

## Œuvres
Il a composé 161 œuvres, dont :
- six concertos pour piano et orchestre ;
- dix autres pièces pour piano et orchestre ;
- une Sinfonietta en quatre mouvements pour orchestre, op. 49 ;
- une Symphonie de chambre, op. 57 ;
- deux concertos pour violoncelle et orchestre ;
- un concerto pour saxophone et orchestre.

Il a aussi composé de très nombreuses pièces pour piano seul, dont 20 sonates, dix bagatelles, 24 Préludes et fugues, huit études de concert et des variations.